# Dendrelaphis calligaster
Dendrelaphis calligaster – gatunek nadrzewnego węża z rodziny połozowatych (Colubridae), zamieszkującego Nową Gwineę i sąsiednie wyspy oraz Australię.

## Systematyka
Zwierzęta te zalicza się do rodziny połozowatych, do której zaliczano je od dawna. Starsze źródła również umieszczają Dendrelaphis w tej samej rodzinie Colubridae, używając jednak dawniejszej polskojęzycznej nazwy: wężowate albo węże właściwe. Poza tym Colubridae zaliczają do infrapodrzędu Caenophidia, czyli węży wyższych. W obrębie rodziny rodzaj Dendrelaphis należy natomiast do podrodziny Ahaetuliinae.

## Rozmieszczenie geograficzne
Zasięg występowania D. calligaster podzielić można na dwie części. Północna obejmuje praktycznie całą Nową Gwineę (obszar zajmowany przez dwa państwa: Papuę-Nową Gwineę i Indonezję). Południowa znajduje się w północnej i wschodniej części przylądka Jork (na południe przynajmniej po Townsville).

## Ekologia
Jak inni przedstawiciele swego rodzaju, wiedzie nadrzewny tryb życia na drzewach i krzewach. Siedliska, w których bytują, obejmują lasy deszczowe, mangrowce, lasy wtórne, tropikalne tereny podmokłe porośnięte gęstymi krzewami. Lubi okolice dróg, polan i cieków wodnych. W Trans-Fly na Nowej Gwinei zasiedla też sawannę. Żerujące węże spotykano też na powierzchni ziemi.

## Zagrożenia i ochrona
Nie ma istotnych zagrożeń dla tego gatunku.